# Magnus Bodling
Magnus Bodling, född 29 oktober 1712 i Skeda socken, Östergötlands län, död 4 januari 1788 i Östra Skrukeby socken, Östergötlands län, var en svensk präst. 

## Biografi
Magnus Bodling föddes 1712 på Siktesbo i Skeda socken. Han var son till bonden Anders Andersson och Karin Nilsdotter. Bodling studerade i Linköping och blev 1735 student vid Lunds universitet. Han prästvigdes 8 september 1741 och blev 1745 komminister i Skeda församling. Bodling avlade pastoralexamen 20 maj 1758 och blev 11 september 1769 kyrkoherde i Östra Skrukeby församling. Han avled 1788 i Östra Skrukeby socken.

### Familj
Bodling gifte sig 1745 med Ulrica Bohlius (född 1717). Hon var dotter till inspektoren Samuel Bohlius och Catharina Uhr på Ekenäs samt tidigare gift med komministern A. Björling i Skeda socken. Bodling och Bohlius fick tillsammans barnen Samuel (1746–1826), Erik (född 1748), Botvid (född 1751), Måns (född 1754), Gustaf (1756–1804), Maria Beata (född 1758) och Ulrica (1759–1788).